# یارمحمدی
یارمحمدی (منسوب به یارمحمد) یک نام خانوادگی است. افراد شاخص با این نام از این قرارند:
- علیرضا یارمحمدی، نماینده مجلس شورای اسلامی از بم
- علیم یارمحمدی، نماینده مردم زاهدان در دهمین دوره مجلس شورای اسلامی
- لطف‌الله یارمحمدی، زبان‌شناس ایرانی